# The Millionaire's Double
The Millionaire's Double er en amerikansk stumfilm fra 1917 af Harry Davenport.

## Medvirkende
- Lionel Barrymore som Bide Bennington.
- Evelyn Brent som Constance Brent.
- Harry Northrup som Richard Glendon.
- H.H. Pattee som James Brent.
- John Smiley som Stevens.